# Hankerton
Hankerton – wieś i civil parish w Anglii, w hrabstwie Wiltshire. W 2011 roku civil parish liczyła 280 mieszkańców.